# Suore francescane della carità cristiana (Vienna)
Le Suore Francescane della Carità Cristiana, dette Suore di via Hartmann (in latino Congregatio Sororum Tertio Ordinis Sancti Francisci a Caritate Christiana, in tedesco Franziskanerinnen von der Christlichen Nachstenliebe), sono un istituto religioso femminile di diritto pontificio: i membri di questa congregazione pospongono al loro nome la sigla S.F.C.C.

## Storia

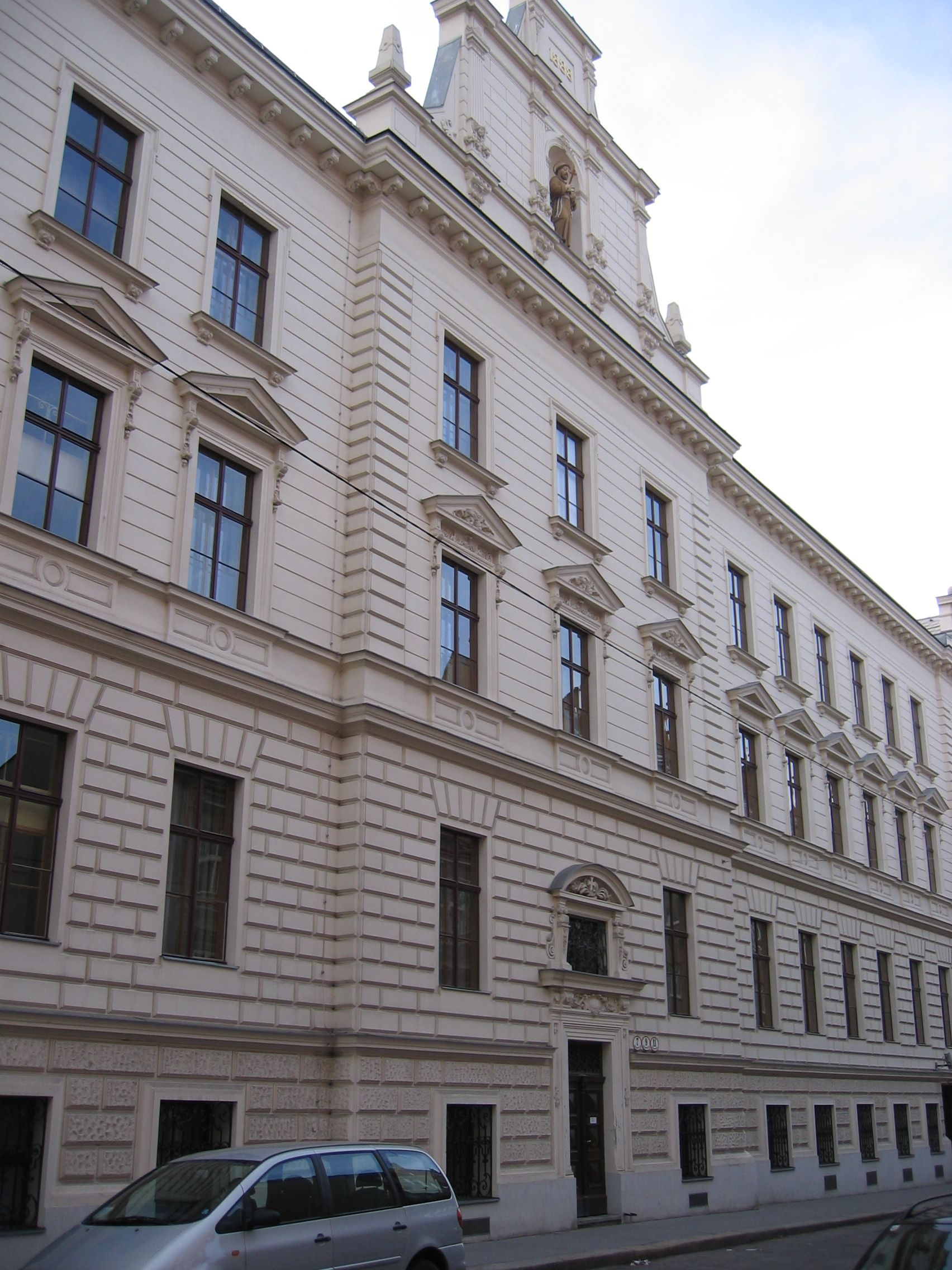
Il convento e ospedale di Hartmanngasse a Vienna, casa madre della congregazione

La congregazione sorse all'interno dell'ospedale Wiedner di Vienna: desiderando avvalersi della collaborazione di suore infermiere, i medici dell'ospedale si rivolsero a una fraternità di terziarie francescane sorta nel 1847. Il 10 maggio 1857 Joseph Othmar von Rauscher, arcivescovo di Vienna, consentì alle francescane di condurre vita comune e consegnò l'abito religioso alle prime novantotto postulanti.
Nel 1861 le suore dovettero abbandonare il servizio presso l'ospedale Wiedner e rimasero senza sede: grazie al contributo dell'imperatore Francesco Giuseppe I d'Austria, dell'imperatrice Carolina Augusta di Baviera, del barone Riesenfesl e del principe von Schwarzenberg, riuscirono ad acquistare alcuni edifici sulla Hartmanngasse (via Hartmann) di Vienna che trasformarono in convento e ospedale e che divenne la loro casa madre.
Papa Pio XI approvò le Francescane della Carità Cristiana il 24 novembre 1926 l'istituto venne approvato definitivamente nel 1934.
Il 21 giugno 1998 papa Giovanni Paolo II ha beatificato a Vienna Helena Kafka (in religione suor Maria Restituta), religiosa delle Francescane della Carità Cristiana, decapitata dai nazisti nel 1943.

## Attività e diffusione
Le Suore Francescane della Carità Cristiana si dedicano all'assistenza ospedaliera dei malati, prevalentemente in strutture gestite da loro.
Oltre che in Austria, sono presenti in Argentina, Italia, Paraguay; la sede generalizia è a Vienna.
Al 31 dicembre 2005, la congregazione contava 126 religiose in 15 case.